# Cephalotes foliaceus
Cephalotes foliaceus é uma espécie de inseto do gênero Cephalotes, pertencente à família Formicidae.